# Ewangelia Nikodema (1544)

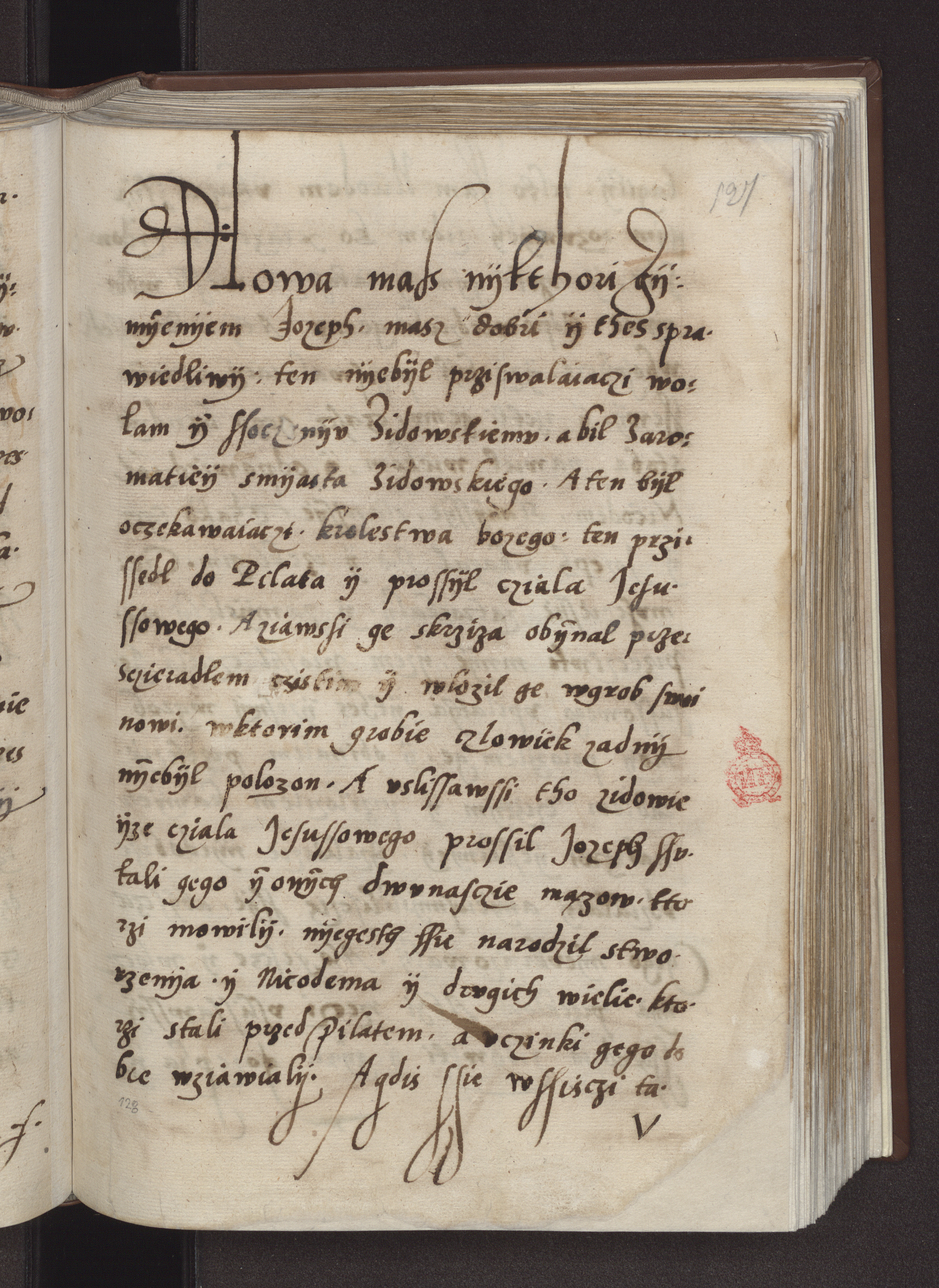
Pierwsza strona oryginalnego zapisu utworu

Ewangelia Nikodema – polski przekład apokryficznej Ewangelii Nikodema, pochodzący z przełomu XV i XVI wieku.
Dokładna data powstania i autor tłumaczenia nie są znani. Utwór został zapisany w 1544 przez Wawrzyńca z Łaska w kodeksie zawierającym także inne utwory prozą (Sprawa chędoga o męce Pana Chrystusowej, Historyja Trzech Króli). W rękopisie Wawrzyńca Ewangelia zachowała się w dwóch redakcjach. Pierwsza obejmuje historię męki i zmartwychwstania Chrystusa oraz zstąpienie do otchłani. Pozbawiona początku, bywa uważana za dalszy ciąg Sprawy chędogiej. Druga redakcja, w której nie ma zstąpienia do otchłani, jest jednak uważana za doskonalszą. Jest to przekład łacińskiej wersji Evangelium Nicodemi zachowanej w rękopisie Biblioteki Jagiellońskiej. Polski tekst drugiej redakcji, jak i jego łacińska podstawa, należą do rzadkiej tradycji tekstu Ewangelii, w której zachowały się archaiczne cechy nieobecne w większości innych wersji apokryfu.
Kodeks Wawrzyńca z Łaska zawierający Ewangelię Nikodema przechowywany jest w Bibliotece Narodowej w Warszawie (sygn. 3040 III). Utwór zapisany jest na kartach 127r–152r (redakcja I) oraz 260r–282r (redakcja II). Dostępny jest też online w bibliotece Polona.

## Wydania
Najwcześniejsze wydania in print pochodzą z lat 1933 (transliteracja wykonana przez Stefana Vrtela-Wierczyńskiego) oraz 2007 (Wiesława Wydry).
W latach 2017-2025 trwały prace dwóch niezależnych poznańskich zespołów badawczych z Uniwersytetu im. Adama Mickiewicza nad wydaniem apokryfów staropolskich, w tym Ewangelii Nikodema. Pierwszy to Początki języka polskiego i kultury religijnej w świetle średniowiecznych apokryfów Nowego Testamentu. Uniwersalne narzędzie do badań polskich tekstów apokryficznych pod kierownictwem prof. UAM dr hab. Doroty Rojszczak-Robińskiej w ramach grantu Narodowego Centrum Nauki SONATA Bis (nr 2017/26/E/HS2/00083), gdzie ukazało się pierwsze krytyczne wydanie online tego apokryfu (tak jak w przypadku większości edycji online - jest to wydanie "płynne", które może ulegać nieustannej aktualizacji i korekcie). W 2023 r. ukazała się natomiast edycja in print – w transliteracji i transkrypcji – Ewangelii Nikodema w oparciu o łaciński rękopis przechowywany w Bibliotece Jagiellońskiej (sygn. BJ 1509) autorstwa prof. dra hab. Wiesława Wydry i prof. UAM dra hab. Marka Osiewicza w ramach projektu Narodowego Programu Rozwoju Humanistyki (nr 11H16014484) Pięć apokryfów staropolskich. Sprawa chędoga o męce Pana Chrystusowej - Ewangelia Nikodema - Historia Trzech Króli - Żywot św. Anny - Historyja barzo cudna. Edycja tekstów pod kierownictwem dra hab. Rafała Wójcika. 